# Élection présidentielle colombienne de 1958
L'élection présidentielle colombienne de 1958 est l'élection présidentielle dont le premier tour se déroula le dimanche 4 mai 1958 en Colombie. Ces élections furent remportées par Alberto Lleras Camargo également soutenu par le parti communiste colombien.
Il s'agissait des premières élections présidentielles depuis 1949. Le processus démocratique avait été interrompu à la suite d'un coup d'État militaire contre le président Laureano Gómez en 1953. En 1957, les deux principaux partis (le Parti conservateur et le Parti libéral) se sont mis d'accord pour un mandat alternatif de quatre ans. L'accord est connu sous le nom de Front national et a été approuvé par référendum.

## Résultats
| Candidats              | Parti politique                 | Votes     |
| ---------------------- | ------------------------------- | --------- |
| Alberto Lleras Camargo | Parti libéral                   | 2 482 948 |
| Jorge Leyva Urdaneta   | Dissident du Parti conservateur | 614 861   |
| Autres votes           |                                 | 290       |
| Votes blancs           | Votes blancs                    | 8 303     |
| Total de votes valides | Total de votes valides          | 3 098 099 |
| Votes nuls             | Votes nuls                      | 2 165     |
| Total de votants       | Total de votants                | 3 108 567 |